# Karl XII:s ritt från Pitești till Stralsund
Karl XII:s ritt från Pitești till Stralsund var kungens hemresa genom Europa till svenskt territorium, vilket avslutade hans långa vistelse i Osmanska riket sedan sommaren 1709. Kungen inledde sin ritt tillsammans med officeren Otto Fredrik Düring före midnatt den 27 oktober 1714 från Pitești (i Valakiet, nuvarande Rumänien), varpå de på enbart fjorton dagar anlände till Stralsund i svenska Pommern på natten den 11 november. Med sin anmärkningsvärda ritt hade Karl XII avverkat 2 152 kilometer, det vill säga mer än 150 km per dygn.

## Bakgrund
År 1707 ledde Karl XII personligen en svensk armé in i Ryssland med målet att nå ett avgörande i stora nordiska kriget. Under sommaren 1709 utspelades det katastrofala nederlaget i slaget vid Poltava och den efterföljande kapitulationen vid Perevolotjna, då merparten av de överlevande svenskarna hamnade i rysk fångenskap. Kungen flydde dock tillsammans med ett betydande följe och tilläts slå sig ner utanför staden Bender på osmanskkontrollerat område i dagens Moldavien. Vistelsen drog dock ut på tiden och missnöjet från turkarna växte då Karl XII skuldsatt sig. Detta kulminerades men den så kallade kalabaliken i Bender i februari 1713, då turkarna anföll svenskarnas läger, tog Karl XII tillfånga och förde honom till Demotika utanför Adrianopel, där han kom att vistas till september 1714.
Under tiden blev riksrådet i Stockholm alltmer desperat över Karl XII:s frånvaro från Sverige, och beslöt att skicka överste Hans Henrik von Liewen till Demotika för att få Karl XII att återvända till Sverige. I sex sammanträden berättade Liewen ingående för kungen om landets svåra läge under hans frånvaro, vilket stärkte Karl XII:s övertygelse om att planera sin hemresa.

## Förberedelser inför hemresan

Allongeperuk, enligt traditionen använd av Karl XII under ritten från Pitești till Stralsund. Utställd på Livrustkammaren.

I ett brev till riksrådet daterat 27 april 1714 tillkännagav Karl XII att han inom kort planerade att resa till Stralsund. Förberedelser för resan gjordes över resten av våren och hela sommaren. Klockan tio på förmiddagen den 20 september 1714 lämnade Karl XII Demotika och färdades norrut ihop med sin svit på 130 personer och eskorterades av turkisk militär. Han stannade till vid Timurtasch där sultanens representanter överöste honom med avskedsgåvor, varpå han tackade turkarna för deras gästfrihet. Vid staden Pitești nära gränsen till Österrike lämnade den turkiska eskorten kungens svit och två dagar senare anlände Axel Sparre med svenskarna från Bender, inklusive de tyskar, polacker och kosacker som tjänade kungen. För att försäkra sig om återbetalning och ränta för kungens alla lån hade 29 av de osmanska långivarna, inklusive 31 tjänare och familjemedlemmar, beslutat sig för att följa med Karl XII till Sverige. Kungen gav order till sina svenska hemresenärer att visa hövlighet och hjälpsamhet mot de osmaner som medföljde dem på hemresan samt att ingen fick "tala något till turkarnas nackdel, utan snarare visa sig förnöjda med den hövlighet, som de svenska av dem hela tiden åtnjutit, och intet tillägga hela nationen skulden för det, som av några få allenast kan vara begånget".
Inför hemresan förde Karl XII förhandlingar med den habsburgske kejsaren Karl VI där han krävde att få färdas genom det kejserliga territoriet inkognito. Då han hotade att i stället ta sjövägen ombord på ett franskt fartyg, gick kejsaren med på hans begäran. Men för att ha kontroll på det svenska resesällskapet anvisade kejsaren en färdväg för den där protestantiska bygder och städer skulle undvikas, eftersom han fruktade ett fientligt uppror från den missnöjda protestantiska befolkningen ifall Karl XII skulle komma i kontakt med dem. Karl XII ville av olika själ undvika att bli igenkänd, dels att han ville undvika kejserliga protestanter för att inte äventyra sitt förhållande till den habsburgske kejsaren, dels att det fanns en risk att det skulle göras försök från rysk eller sachsisk sida att röva bort honom.
Resan skulle fortskridas genom endast kortare raster samt att kungen skulle resa med två följeslagare, generaladjutant (senare överste) Gustaf Fredrik von Rosen och överstelöjtnant Otto Fredrik Düring. Den 25 oktober utfärdade Casten Feif pass där Karl XII skulle resa som "kapten Peter Frisck", medan von Rosen och Düring kallades "kapten Johan Palm" respektive "Erik von Ungern". Kungen skulle ha på sig en förklädnad och undvika att raka sig. Efter dem skulle generaladjutant Ture Gabriel Bielke, greve Stanisław Poniatowski och överste Jean Louis Bousquet färdas; Bielke tilldelades uppgiften att klä ut sig till Karl XII för att lura eventuella spioner och åskådare. Den 26 oktober 1714 samlades ett resesällskap på totalt 1 168 personer som skulle bryta upp för att längs Oltdalen gå in i Siebenbürgen. Karl XII skilde sig samma dag från det brokiga och långsamma sällskapet och for med en svit på 24 man före.

## Ritten
Karl XII, Düring och von Rosen startade sin resa från en vingård utanför Pitești klockan elva på kvällen den 27 oktober och färdades genom Valakiets slätter upp i Sydkarpaterna och vidare in i det habsburgska Siebenbürgen, där de snart red vilse i nattmörkret. De hittade en svinaherde som visade dem vägen till byn Kenin i Siebenbürgen, dit de anlände på skymningen den 28 oktober. Här lämnade kungen von Rosen "med befallning att han fyra timmar efter honom skulle ge sig på vägen och följa honom utan uppehåll i hamn och häl efter", och fortsatte själv med Düring och två vägvisare till fästningen Rothenthurm. Därifrån åkte de postskjuts genom Hermmanstadt till Ungern. Kungen och Düring fortsatte sin postskjuts vidare genom Debrecen, Budapest och Győr, undvek staden Pressburg efter underrättelse om att kejsaren befann sig där, och anlände till Wien den 5 november. Där skaffade de egna hästar och följde sedan vägen längs Donau, passerade Linz och anlände till Regensburg för en kortare paus. Därefter fortsatte de norrut och passerade Nürnberg, Erlangen, Bamberg, Würzburg och Remlingen. Under hela färden florerade en uppsjö av rykten och berättelser där man påstod sig ha sett Karl XII på olika platser eller att kungen tog sig in hos den ene lokale makthavaren efter den andra. När Karl XII genom Hessen anlände till posthuset i Kassel var han nära att en svenskfödd officer röjde hans riktiga identitet. Karl XII och Düring fortsatte sedan vidare genom Hannover och Mecklenburg. Klockan två på natten den 11 november anlände de slutligen till stadsporten Triebseer Tor i Stralsund. Inför vaktposten påstod Karl XII att han var kurir och hade brådskande underrättelser till stadens kommendant, general Carl Gustaf Dücker. Först två timmar senare släpptes kungen och Düring in i staden, där den nyväckte Dücker genast kände igen kungen trots dennes förklädnad och välkomnade honom.
Karl XII hade sålunda avverkat 2 152 kilometer på fjorton dagar och tre timmar, det vill säga mer än 150 km per dygn, vilket var en anmärkningsvärd bedrift. Skaran av hans följeslagare från Osmanska riket anlände först i mars 1715 till svenska Pommern.